# Śmiałkowski
Śmiałkowski (forma żeńska: Śmiałkowska; liczba mnoga: Śmiałkowscy) – polskie nazwisko. Na początku lat 90. XX wieku w Polsce nosiły je 985 osoby, według nowszych, internetowych danych noszą je 1153 osoby. Nazwisko pochodzi od słowa śmiały i jest najbardziej rozpowszechnione w centralnej, południowej i północno-zachodniej Polsce.

## Znane osoby noszące to nazwisko
- Bożena Śmiałkowska (ur. 1950) – polska doktor habilitowana nauk technicznych;
- Dominik Śmiałkowski (ur. 1991) – polski piłkarz i futsalista;
- Kamil Śmiałkowski (ur. 1971) – polski krytyk i dziennikarz;
- Tadeusz Śmiałkowski (ur. 1966) – polski artysta fotograf;
- Waldemar Śmiałkowski – polski poeta i pieśniarz.